# Friedrich Heinrich Suso Denifle
Friedrich Heinrich Suso Denifle, né à Imst (comté de Tyrol) le 16 janvier 1844 et mort à Munich le 10 juin 1905, est un historien de l'Église et un dominicain austro-hongrois.

## Biographie
D'origine belge par son grand-père, fils d'instituteur, Denifle est né dans le Tyrol. Lecteur à Graz depuis 1870, il y devient professeur en 1876. En 1880 il est assistant général de l'ordre des Dominicains à Rome puis, en 1883, archiviste au Vatican. Il est mort à Munich d'une attaque d'apoplexie alors qu'il se rendait à Cambridge recevoir un doctorat honoris causa.
Comme le rappelle Kurt Flasch dès l'introduction de sa monographie sur Maître Eckhart, c'est au travail de Heinrich Denifle que l'on doit la découverte de la majeure partie de l’œuvre latine d'Eckhart.
De son œuvre historique, ce sont ses travaux sur Luther et le luthéranisme qui sont les plus importants. Sa considérable étude sur Luther en 4 volumes, publiée en 1904, suscita un vif débat intellectuel dans l'Europe d'avant-guerre et qui continua après-guerre : la préface de la deuxième édition française, rédigée par le traducteur J. Paquier une décennie après la mort de Denifle, témoigne de l'impact considérable de l'ouvrage en France et en Allemagne.
D'une manière pionnière, Denifle appliqua la méthode critique des sources au traitement de la question historico-génétique de la Réforme, et apporta un éclairage inédit et savamment documenté sur les aspects les moins connus de la théologie luthérienne.
Les adversaires de ses conclusions ne le furent pas cependant de la rigueur scientifique de sa démarche, et un débat s'engagea ainsi entre Adolf von Harnack et Denifle. L'on ne saurait donc réduire un travail d'une telle ampleur à l'influence des conceptions ultramontaines de Johannes Janssen. À partir des sources qu'il trouvait dans les archives du Vatican sur Luther et sur la Réforme, Heinrich Denifle fit, de par l'édifice critique qu'il put constituer, un portrait à charge du Réformateur. Dans un autre ton, Hartmann Grisar (de), autre biographe catholique de Luther, rejoint la plupart des résultats établis par l'étude historique de Denifle.
Walther Köhler, lui-même attaqué par Denifle, et Grisar également mais par la suite, contestèrent cette nouvelle approche de la Réforme et du protestantisme, au motif que la méthode, opérant pourtant par les sources, en était dogmatique. Sa critique fut éclipsée, comme d'autres critiques affectives, par la confrontation entre les deux figures de A. von Harnack et H. Denifle. Köhler voulait reprocher à Denifle une connaissance peu objective de Luther au moment même où Denifle, connu comme l'un des meilleurs exégètes médiévistes de son temps, et récent découvreur de l’œuvre latine de Maître Eckhart, mettait précisément en œuvre une démarche objective.
Les travaux de Denifle suscitèrent de nombreuses critiques chez les protestants, mais elles ne furent pas toutes du même niveau : c'est la confrontation avec Harnack et Reinhold Seeberg qui s'imposa, au point que les éditeurs protestants des œuvres de Luther utilisèrent le travail de Denifle pour corriger l'édition de Weimar.
Selon Lucien Febvre, Denifle fait preuve de partialité et de « haine » envers Luther, ce qui l'amène à des  « interprétations abusives, parfois même délirantes », et sa « science scolastique » ne lui permet pas de comprendre la crise intérieure du futur Réformateur : « Ce n'était pas de doctrine, mais de vie spirituelle, de paix intérieure, de certitude libératrice, de quiétude en Dieu qu'il était avide ».
Certains voient en Denifle, à la suite des travaux de Döllinger et de Janssen, le point culminant d'une historiographie catholique radicale.[réf. souhaitée]

## Publications
- Die Entstehung der Universitäten des Mittelalters bis 1400. (1885)
- Luther und Luthertum in der ersten Entwickelung (2. Aufl. 1904)
- Die abendländischen Schriftausleger bis Luther über Justitia Dei (Röm. 1,17) und Justificatio. Beiträge zur Geschichte der Exegese, der Literatur und des Dogmas im Mittelalter, Kirchheim, Mainz 1905.
- Luther et le luthéranisme : Étude faite d'après les sources, trad. J. Paquier, Paris, Auguste Picard (collection Bibliothèque d'histoire religieuse), 1910, tome 1, 392p., 1911, tome 2, 502p., 1912, tome 3, 472p., 1913, tome 4, 317p., Luther aux yeux du rationaliste et du catholique, 134p. 2e éd. 1913-1916, en 4 volumes, 1913, tome 1, 1914, tome 2, 1916, tome 3
- Les universités françaises au Moyen Âge, Émile Bouillon éditeur, Paris, 1892, 99p. (lire en ligne)
- Les délégués des universités françaises au concile de Constance. Nouvelle rectification aux ouvrages de M. Fournier, 1892 (lire en ligne)
- Chartularium Universitatis parisiensis, ex typis fratrum Delalain, Paris, 1889 t. I, 1200-1286 (lire en ligne)
- Chartularium Universitatis parisiensis, ex typis fratrum Delalain, Paris, 1891 t. II, sectio prior, 1286-1350 (lire en ligne)
- Chartularium Universitatis parisiensis, ex typis fratrum Delalain, Paris, 1893 t. III, 1350-1393 (lire en ligne)
- Chartularium Universitatis parisiensis, ex typis fratrum Delalain, Paris, 1897 t. IV,1393-1452 (lire en ligne)
- La désolation des églises, monastères & hopitaux en France pendant la guerre de Cent Ans, Alphonse Picard et fils éditeurs, Paris, 1899, tome 1, Première moitié, Jusqu'à la mort de Charles V (1380) (lire en ligne)
- La désolation des églises, monastères & hopitaux en France pendant la guerre de Cent Ans, Alphonse Picard et fils éditeurs, Paris, 1899, tome 1, Seconde moitié, Jusqu'à la mort de Charles V (1380) (lire en ligne)
- La désolation des églises, monastères & hopitaux en France pendant la guerre de Cent Ans, Alphonse Picard et fils éditeurs, Paris, 1897, tome 1, Documents relatifs au XVe siècle (lire en ligne)
- La désolation des églises, monastères, hopitaux en France, pendant la guerre de Cent Ans, Alphonse Picard et fils éditeurs, Paris, 1899, tome 2, La guerre de Cent Ans jusqu'à la mort de Charles V (première moitié) (lire en ligne)

## Source
- (de) Cet article est partiellement ou en totalité issu de l’article de Wikipédia en allemand intitulé « Friedrich Heinrich Suso Denifle » (voir la liste des auteurs).